# Virginio Pizzali
Virginio Pizzali (* 28. Dezember 1934 in Mortegliano; † 14. November 2021) war ein italienischer Bahnradsportler.
Pizzali war 1955 und 1956 italienischer Meister in der Mannschaftsverfolgung bei den Amateuren. Bei den Olympischen Spielen 1956 in Melbourne wurde Pizzali Olympiasieger in der Mannschaftsverfolgung, gemeinsam mit Leandro Faggin, Antonio Domenicali, Franco Gandini und Valentino Gasparella. Er stürzte allerdings in der ersten Runde des Wettbewerbs, brach sich das Schlüsselbein und wurde in den weiteren Runden durch Gasparella ersetzt. Anschließend wurde er Profi. Als solcher wurde er viermal italienischer Meister im Steherrennen. 1957 gewann er das Weltkriterium der Dauerfahrer in Leipzig, hinter seinem Bruder Bruno als Schrittmacher. Bei den UCI-Bahn-Weltmeisterschaften 1959 in Amsterdam wiederholte sich sein Sturzpech, als er im Finale erneut schwer stürzte und ins Krankenhaus gebracht werden musste. 1964 beendete er seine Radsportlaufbahn.
In seinem Heimatort Mortegliano wird seit 2002 das Radrennen Gran Premio Virginio Pizzali veranstaltet.